# الاتحاد العربي للدراجات
الاتحاد العربي للدراجات (بالإنجليزية: Arab Cycling Federation)‏ اتحاد عربي يهتم برياضة الدراجات الهوائية تأسس في عام (1975) من مجموعة من الإتحادات العربية الوطنية للدراجات، يعمل تحت مظلة اتحاد اللجان الاولمبية الوطنية العربية وكان مقره بمدينة الرياض بالمملكة العربية السعودية، ثم انتقل مقر الاتحاد إلى مدينة القاهرة بجمهورية مصر العربية ومن ثم إلى مدينة دبي بدولة الإمارات العربية المتحدة ثم انتقل إلى مدينة الشارقة، تم الاعتراف به من قبل الاتحاد الدولي للدراجات عام 2018.

## الأعضاء
| - العراق - 1976 - الإمارات - 1975 - المملكة العربية السعودية - 1975 - سوريا - 1975 - الأردن - 1982 - فلسطين - 1983 - البحرين - 1983 - الكويت - 1977 - قطر - 2002 - لبنان - 1977 - اليمن - 1988 - عمان - 1987 |  | - مصر - 1975 - الصومال - قيد الانضمام - ليبيا - 1975 - الجزائر - 1975 - المغرب - 1975 - تونس - 1975 - السودان - 1975 - موريتانيا - 2017 |

## رؤساء الاتحاد
- الامير / بندر بن عبد الرحمن
- الدكتور خالد التركي
- 1997 - حتى الآن:  الشيخ / فيصل بن حميد القاسمي

## أعضاء اللجنة التنفيذية
| رئيس الاتحاد                | الشيخ / فيصل بن حميد القاسمي |
| النائب الأول لرئيس الاتحاد  | محمد وجيه عزام |
| النائب الثاني لرئيس الاتحاد | أحمد ظاهر الفضلي |
| أعضاء الاتحاد               | محمد بن الماحي جمال مصلح الفاعوري نوفل مرشاوي مبروك قربوع فاتشه زادوريان كريم عبد الهادي كريمة صلاح الدين صباح كريديس محمد الجودر |
| الأمين العام                | اسماعيل سالم الحوسني |

## تاريخ الاتحاد
- الاتحاد العربي للدراجات هو أول اتحاد رياضي عربي ظهر إلى حيز الوجود وقد حمل فكرة إنشاء هذا الاتحاد إلى دورة لبنان العربية الأولى للدراجات عام 1955م الإداري السوري رشيد دشان وشاركه في تجسيدها عقب انتهاء الدورة السادة إسماعيل طاهر (مـصر) وعبد الحفيظ التركي (ليبيا) وسعدي الدوري (العراق) وناصيف مجدلاني (لبنان).
- تأسس الاتحاد العربي يوم الأربعاء 11 يناير 1956م في القاهرة وذلك أثناء سباق مـصر الدولي الثالث للدراجات وتم تشكيل لجنته الإدارية من السادة / إسماعيل طـاهر (مصـر) للـرئاسة وتيسير مشنوق (سـوريا) وناصـيف مجـدلاني (لبـنان) وسعدي الدوري (العراق) ومسعود الزنتوني (ليبيا) نائباً للرئيس وجوزيف سعاده (لبنان) وكيلاً للدراجات البخارية والسيد / سيد زكي (مصـر) للأمانة العامة والسيد / شاكر عبد الحي (مصـر) مساعداً للأمانة العامة والسيد / عبد الله عبد الحي أميناً مساعداً للدراجات البخارية.
- تم عقد عدة اجتماعات لتفعيل دور ونشاط الاتحاد وكان آخرها الاجتماع الذي عقد في بيروت في أبريل عام 1966م، لكنها لم تحقق الاهداف المرجوة وتوقف بعد ذلك نشاط الاتحاد بعد تجربة لم يكتب لها النجاح.
- وبناءً على الدعوة الموجهة من الاتحاد السعودي للدراجات إلى رؤساء اتحادات الدراجات في الدول العربية تم عقد المؤتمر التأسيسي لإعادة تأسيس الاتحاد العربي في الفترة من 28 إلى 30 أكتوبر 1975م في الرياض، وحقق الاجتماع كل النجاح وتم تأسيس الاتحاد من جديد حيث ترأس الامير بندر بن عبد الرحمن بن عبد العزيز آل سعود (السعودية) مجلس إدارة الاتحاد العربي الجديد وخلفه في الرئاسة الدكتور خالد إبراهيم التركي (السعودية) ثم تولى الشيخ فيصل بن حميد القاسمي (الإمارات) اعتباراً من يونيو عام 1997م وحتى الآن.
- وبعد الدعوة التي وجهها الاتحاد المصـري للدراجات مع عدد من الاتحادات العربية لعقد اجتماع للجمعية العمومية الغير عادي في القاهرة عام 1997م لمناقشة تفعيل دور الاتحاد العربي الذي توقف لأكثر من ”6” سنوات حيث شهدت الجمعية العمومية انتخاب مجلس إدارة جديد ونقل المقر إلى القاهرة، واستمر حتى عام 2003م حيث قررت الجمعية العمومية في تونس بإلحاق المقر بالرئاسة في دولة الإمارات التي تترأس الاتحاد منذ عام 1997م. وقد بدأت ملامح التغيير على مسار الاتحاد العربي للدراجات واضحه للجميع وذلك لرغبة الجميع في تفعيل دور الاتحاد ودعم مسيرته وتحقيق الاهداف التي يسعى لها الجميع للارتقاء بمستوى الدراجة العربية لأفضل المراتب حيث شهد الاتحاد العربي نقلة نوعية بفضل إعادة صياغة العديد من اللوائح بما يتماشى والمرحلة الجديدة ووضع وتنفيذ برامج البطولات والدورات بشكل منتظم.

## بطولات الاتحاد

### البطولات العربية للطريق

#### البطولة العربية للطريق للذكور والإناث - عنابة 2014
اقيمت في مدينة عنابة بالجمهورية الجزائرية بتنظيم من الاتحادية الجزائرية للدراجات خلال الفترة 09 ولغاية 17 أكتوبر 2014م.
| ت  | الدولة                   |
| -- | ------------------------ |
| 1  | الجزائر                  |
| 2  | الإمارات                 |
| 3  | العراق                   |
| 4  | قطر                      |
| 5  | المملكة العربية السعودية |
| 6  | المغرب                   |
| 7  | مصر                      |
| 8  | تونس                     |
| 9  | الأردن                   |
| 10 | البحرين                  |
| 11 | فلسطين                   |

### البطولات العربية للمضمار

#### البطولة العربية السادسة للمضمار - عنابة 2014
اقيمت في مدينة عنابة بالجمهورية الجزائرية بتنظيم من الاتحادية الجزائرية للدراجات خلال الفترة 18 ولغاية 22 أكتوبر 2014م.
| ت | الدولة                   |
| - | ------------------------ |
| 1 | الجزائر                  |
| 2 | الإمارات                 |
| 3 | العراق                   |
| 4 | قطر                      |
| 5 | المملكة العربية السعودية |
| 6 | المغرب                   |
| 7 | مصر                      |
| 8 | تونس                     |

### البطولات العربية للدراجة الجبلية Mountain Bike

#### البطولة العربية الأولى للدراجة الجبلية - تونس 2017
اقيمت في العاصمة التونسية تونس بتنظيم من الجامعة التونسية للدراجات خلال الفترة 28 أكتوبر ولغاية 2 نوفمبر.
| ت | الدولة  |
| - | ------- |
| 1 | تونس    |
| 2 | الجزائر |
| 3 | ليبيا   |
| 4 | عمان    |
| 5 | لبنان   |
| 6 | المغرب  |
| 7 | مصر     |
| 8 | الأردن  |

### البطولات العربية للأندية الابطال

#### البطولة العربية الثامنة للأندية الابطال - مصر 2014
اقيمت في مدينة القاهرة بجمهورية مصر العربية بتنظيم من الاتحاد المصري للدراجات خلال الفترة 20 ولغاية 26 نوفمبر 2014م
| ت | النادي                | الدولة   |
| - | --------------------- | -------- |
| 1 | نادي المؤسسة العسكرية | مصر      |
| 2 | نادي النصر للبترول    | مصر      |
| 3 | نادي هيئة قناة السويس | مصر      |
| 4 | نادي المجمع البترولي  | الجزائر  |
| 5 | نادي الامن الوطني     | الجزائر  |
| 6 | نادي الاهلي           | الإمارات |
| 7 | نادي النصر            | الإمارات |
| 8 | نادي الصناعة          | العراق   |
| 9 | نادي غور الصافي       | الأردن   |

## أهداف الاتحاد[3]
- نشر وتنشيط اللعبة في الدول العربية.
- إعداد الكوادر الفنية والإدراية.
- العمل على رفع المستوى الفني للاعب العربي.
- تدعيم العلاقات بين الإتحادات والأعضاء وتقديم النصح والمشورة، وتسوية ما قد ينشأ بينهما من خلافات.
- توثيق العلاقات مع الاتحاد الدولي والإتحادات القارية والدولية.
- التنسيق بين الإتحادات الأعضاء وتوحيد مواقفها في الاجتماعات العربية والقارية.
- دعم الإتحادات الأعضاء عند مشاركتها في المناسبات الدولية والقارية.
- تشجيع البحث العلمي والتأليف وإثراء المكتبة العربية بالكتب والترجمات الخاصة باللعبة ودعم المؤالفين والمترجمين.

ضمن أنشطة الاتحاد العربي للدراجات إقامة البطولات العربية المختلفة لسباقات الدراجات الهوائية ومنها:
1. – البطولات العربية على الطريق.
2. – البطولات العربية على المضمار.
3. – البطولات العربية للدراجة الجبلية. .
4. – البطولات العربية للدراجة الإستعراضية BMX
5. – البطولات العربية للأندية الأبطال.
6. – الطوافات العربية.